# Nightmare (어벤지드 세븐폴드의 음반)
Nightmare는 2010년 7월 27일에 발매된 미국의 헤비 메탈밴드인 어벤지드 세븐폴드의 네 번째 정규앨범이다. Nightmare은 2009년 12월 제임스 (더 레브) 설리번이 사망하여 처음으로 더 레브없이 녹음한 앨범이다. 그래도 마지막 녹음에서는 더 레브가 썼던 파트를 썻으며, 이것이 그가 마지막으로 만든앨범이며, 몇가지곡에는 그의 목소리가 남아있기도 한다. 이전 드림 시어터였던 마이크 포트노이가 처음으로 녹음한 앨범이기도 하며 그가 2010년 투어까지만 활동한후 탈퇴하였으며 그후 에이린 일리제이가 영입됐었다.

## 수록곡
| #   | 제목                         | 작곡                                      | 재생 시간 |
| --- | ---------------------------- | ----------------------------------------- | --------- |
| 1.  | 〈"Nightmare"〉              | 엠 섀도우스                               | 6:15      |
| 2.  | 〈"Welcome to the Family"〉  | 더 레브                                   | 4:05      |
| 3.  | 〈"Danger Line"〉            |                                           | 5:28      |
| 4.  | 〈"Buried Alive"〉           | 더 레브                                   | 6:44      |
| 5.  | 〈"Natural Born Killer"〉    | 엠 섀도우스                               | 5:15      |
| 6.  | 〈"So Far Away"〉            | 시니스터 게이츠                           | 5:26      |
| 7.  | 〈"God Hates Us"〉           | 더 레브, 시니스터 게이츠, 조니 크라이스트 | 5:19      |
| 8.  | 〈"Victim"〉                 |                                           | 7:29      |
| 9.  | 〈"Tonight the World Dies"〉 |                                           | 4:41      |
| 10. | 〈"Fiction"〉                | 더 레브                                   | 5:18      |
| 11. | 〈"Save Me"〉                | 더 레브, 엠 섀도우스                      | 10:57     |

## 구성
어벤지드 세븐폴드
- 엠 섀도우스 – 리드 보컬
- 잭키 벤젠스 – 리듬 기타, co-"So Far Away"의 리듬 기타,어쿠스틱 기타,베킹보컬
- 더 레브 – 드럼 배치,"Nightmare"Demo 의 드럼과베킹보컬, co-"Fiction"의 리드보컬, "Save Me"의 스크리밍
- 시니스터 게이츠 – 리드 기타,베킹 보컬
- 조니 크라이스트 – 베이스

세션 멤버
- 마이크 포트노이 - 드럼
- 브라이언 헤너 – "Tonight the World Dies"의 기타 솔로, "So Far Away" 의 기타
- Sharlotte Gibson – "Victim"의 베킹 보컬
- Jessi Collins – "Fiction" 베킹 보컬
- Dave Palmer – 피아노, 키보드
- Stewart Cole – "Danger Line"의 트럼펫
- The Whistler – "Danger Line"의 휘파람